# Order Bogdana Założyciela
Order Bogdana Założyciela (rum. Ordinul „Bogdan Întemeietorul”) – jednoklasowe, wysokie odznaczenie cywilne Mołdawii ustanowione przez Parlament Republiki Mołdawii w 2008 roku. Nadawany jest przez prezydenta za wybitne zasługi w rozwoju i umacniania państwowości mołdawskiej; znaczący wkład do odrodzenia narodowego, wzmocnienie pokój społeczny, ustanowienie zgody i spójności w społeczeństwie, harmonizacji stosunków międzyetnicznych; za  szczególnie owocną działalność w celu zwiększenia międzynarodowego prestiżu kraju.

## Historia
Order został ustanowiony przez Parlament Mołdawii poprawką do ustawy o odznaczeniach państwowych Republiki Mołdawii, na pamiątkę 650-lecia utworzenia Hospodarstwa Mołdawskiego przez Bogdana I, które miało być obchodzone w 2009 roku. W marcu rząd zlecił Mennicy Moskiewskiej wyprodukowanie 500 odznaczeń. Z powodu zmiany rządu po przegranych wyborach parlamentarnych w 2009 roku został wówczas nadany tylko jeden order. 11 września decyzją prezydenta Vladimira Voronina na znak głębokiej wdzięczności za szczególne zasługi dla odrodzenia narodowego, za zasługi w rozwoju stosunków kulturalnych z zagranicą i niezwykłej aktywności w celu zwiększenia międzynarodowego prestiżu Mołdawii Orderem Bogdana Założyciela został odznaczony poeta Ion Druță . Reszta odznak trafiła do skarbca Banku Narodowego. W 2011 roku order został nadany po raz drugi, na mocy decyzji p.o. prezydenta Mariana Lupu za wybitne osiągnięcia w dziele odrodzenia duchowego i moralnego społeczeństwa, wkład w promowaniu wartości chrześcijańsko – prawosławnych i odnawianie kultu metropolicie kiszyniowskiemu i całej Mołdawii Włodzimierzowii .

## Odznaczeni
- Ion Druță (2009),
- Włodzimierz (Kantarian) (2011)

## Odznaka
Wykonaną ze srebra odznakę orderu stanowi gwiazda orderowa o średnicy 45 mm, składająca się ze złotego krzyża greckiego o ramionach w kształcie lilii i czterech srebrnych wiązek promieni pomiędzy ramionami. Na środku krzyża umieszczony jest medalion ze złotym jeźdźcem na czerwonym, emaliowanym tle. Wokół medalionu na białym, emaliowanym tle złoty napis „Bogdan Întemeietorul".